# Steinpark (Bud)

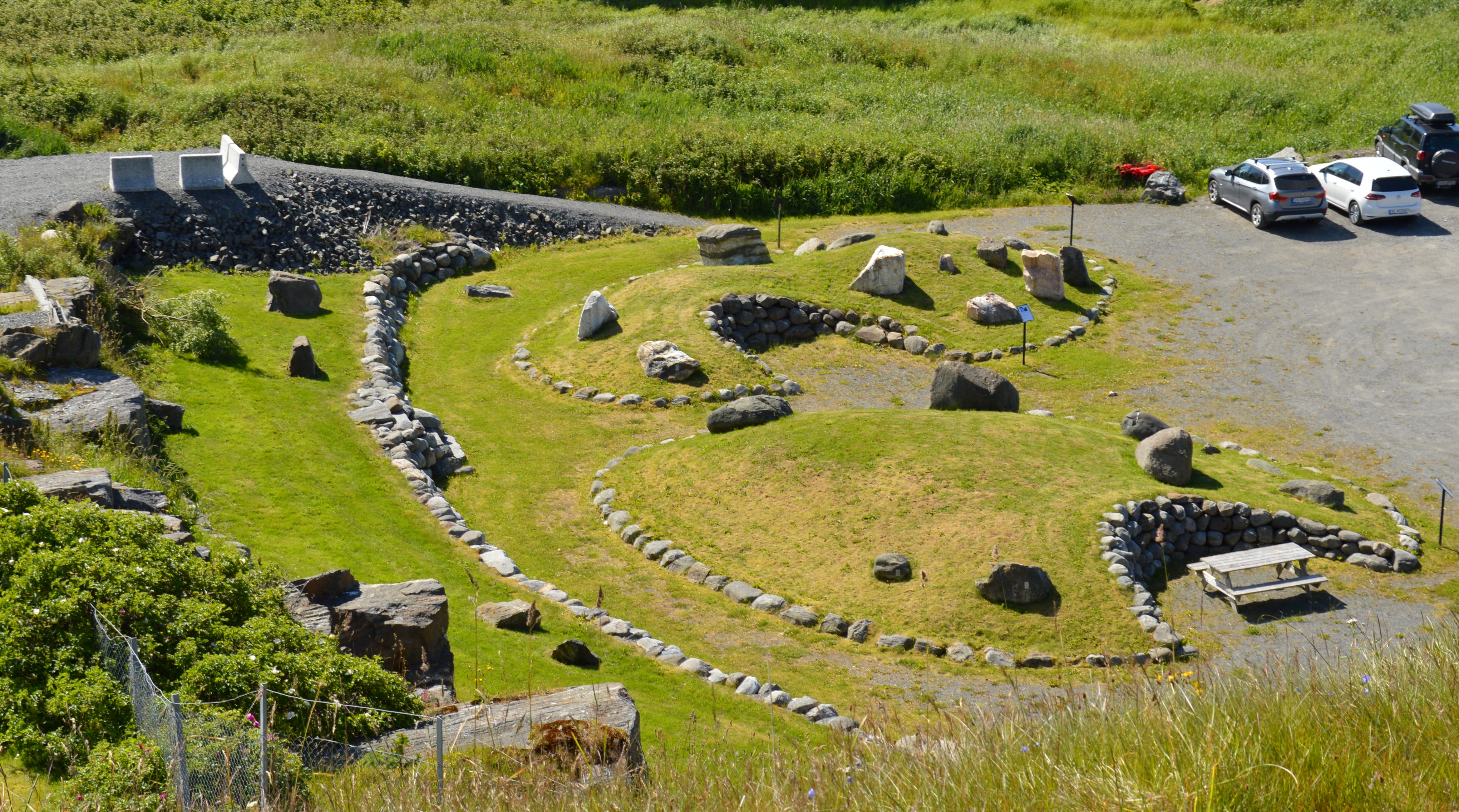
Blick auf den Steinpark, 2017

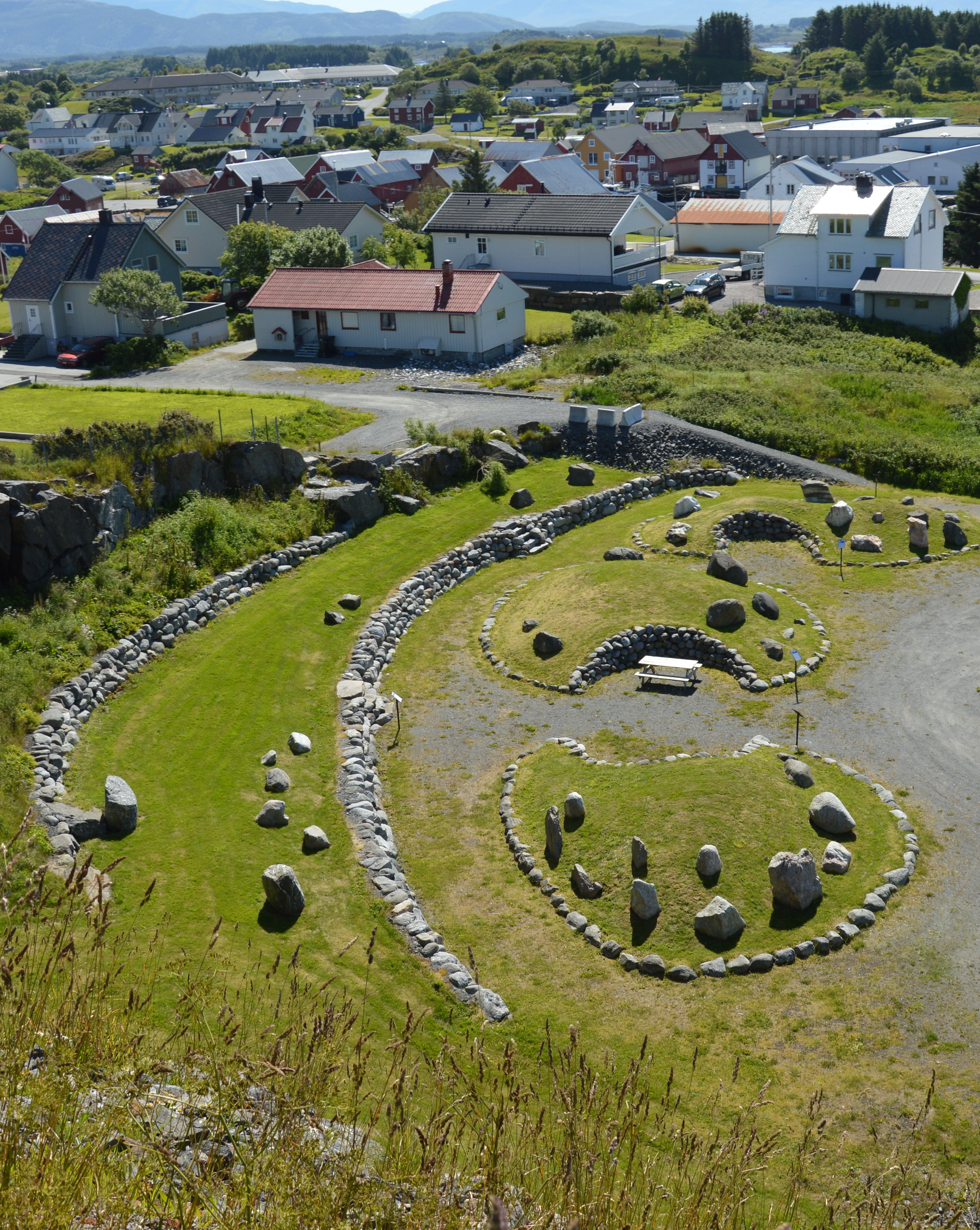
Blick aus Nordwesten

Die Steinpark ist ein der Geologie der Region gewidmeter kleiner Park im Dorf Bud in der norwegischen Gemeinde Hustadvika.

## Lage
Der Park liegt im nördlichen Teil des Dorfes unmittelbar südlich der ehemaligen, jetzt als Museum genutzten Heeres-Küsten-Batterie 17./976 Bud. Östlich befindet sich die Kirche von Bud.

## Gestaltung
Er entstand in Zusammenarbeit mit dem Geologen Inge Brynhi und zeigt verschiedene Gesteine der Region. So werden Gesteinsblöcke aus dem anstehenden Grundgestein und aus dem an der Küste zu findenden Lockergestein gezeigt. Entsprechend ihrer Entstehungsgeschichte sind sie in mehreren Gruppen angeordnet. So finden sich in einer Gruppe die in der Region häufig anzutreffende Gneise. Eine zweite Gruppe bilden Tiefen- und Ganggesteine. Eine weitere Gruppe bilden unter starkem Druck im Erdinneren entstandene dunkle, metamorphe Gesteine. Eine vierte Gruppe umfasst Marmor und mit ihm verwandte metamorphe Gesteine, Hornblendeschiefer. Außerdem finden sich während der letzten Eiszeit hierher gelangte Findlinge und Sedimentgesteine.
Vor Ort bestehen erläuternde Hinweise auf Norwegisch, Englisch und Deutsch.